# Polycope orbulinaeformis
Polycope orbulinaeformis is een mosselkreeftjessoort uit de familie van de Polycopidae. De wetenschappelijke naam van de soort is voor het eerst geldig gepubliceerd in 1976 door Breman.